# Wiedemannia mauersbergeri
Wiedemannia mauersbergeri är en tvåvingeart som beskrevs av Joost 1984. Wiedemannia mauersbergeri ingår i släktet Wiedemannia och familjen dansflugor.
Artens utbredningsområde är Mongoliet. Inga underarter finns listade i Catalogue of Life.